# كاترينا جيبس
كاترينا جيبس (بالإنجليزية: Katrina Gibbs)‏ هي واثبة عالي أسترالية، ولدت في 7 أبريل 1959.

## روابط خارجية
- كاترينا جيبس على موقع النتائج التاريخية لألعاب القوى الأسترالية (الإنجليزية)
- كاترينا جيبس على موقع اللجنة الأولمبية الأسترالية (الإنجليزية)